# Сделаем всё великим опять
«Сделаем всё великим опять» (англ. Make Everything Great Again) — граффити, нарисованное на стене барбекю-ресторана «Keulė Rūkė» в районе железнодорожной станции Старого города в Вильнюсе (Литва). На граффити изображено, как Дональд Трамп и Владимир Путин целуются.
Граффити стало предметом внимания ряда международных СМИ, а распространение фотографий на его фоне приобрело вирусный характер.

## Описание
На граффити изображено, как Дональд Трамп и Владимир Путин целуются. Сюжет граффити воспроизводит произведение «Господи! Помоги мне выжить среди этой смертной любви», созданное художником Дмитрием Врубелем в 1990 году на Берлинской стене после её падения и изображающее крепкий поцелуй между генеральным секретарём ЦК КПСС Леонидом Брежневым и председателем Государственного совета ГДР Эрихом Хонеккером в виде братского социалистического приветствия, в чём тогда не было ничего необычного. Работа Врубеля превратилась в символ борьбы за воссоединение Германии и против Советского Союза, причём она была основана на реальной фотографии Брежнева и Хонеккера, сделанной 4 октября 1979 года на праздновании годовщины образования ГДР. В настоящее время граффити находится на секции оригинальной Берлинской стены в галерее Ист-Сайд и является популярной туристической достопримечательностью Берлина. По словам художников, вдохновлялись они ещё и граффити Бэнкси «Целующиеся констебли» в Брайтоне, а также работой из Бристоля, где Трамп целует бывшего мэра Лондона Бориса Джонсона.
В связи с этим арт-критик Келли Гровьер отметил, что их взаимное уважение превращается в первобытную страсть, сочетающую в себе одновременно тепло и недоверие, обожание и сомнения, символом чего являются открытые глаза персонажей в момент интенсивной физической близости, что намекает на сомнения в действительной совместимости их политических темпераментов. Между тем на сайте ресторана отмечается, что граффити говорит о том, что «если Россия и США когда-нибудь столкнутся, то это произойдет в странах Балтии… языками или с танками», так как по мнению авторов работы, граница между Востоком и Западом проходит по Прибалтике. Подпись к граффити «Сделаем всё великим опять», нарисованная рядом с фигурами на стене, является отсылкой к лозунгу президентской кампании Трампа «Сделаем Америку великой опять».

## История и предпосылки
Идея создания граффити у Чечкаускаса и Бонану появилась после того, как президент России Владимир Путин и кандидат в президенты США от Республиканской партии Дональд Трамп обменялись заявлениями со словами взаимного восхищения. Путин заявил, что Трамп — «очень яркий человек, талантливый, без всяких сомнений», а Трамп в ответ заметил, что для него большая честь получить такие комплименты от человека, которого так высоко ценят в собственной стране и за её пределами. В связи с этим главный редактор агентства Bloomberg Джон Миклетвэйт во время интервью с Путиным сказал, что Трамп, кажется, относится к Путину с большой симпатией, почти граничащей с гомоэротизмом. При этом на официальном сайте президента России слово «гомоэротизм» было вырезано из интервью.
По этому поводу Доминикас Чечкаускас сказал, что видит сходство между двумя этими героями. У них обоих преувеличенное эго и достаточно забавно, что они хорошо договариваются. Сейчас кажется, что вновь Холодная война, и в Америке может быть президент, который захочет дружить с Россией». Миндаугас Бонану отметил, что «они оба — и Трамп, и Путин — очень эгоцентричные персоны. Мы про политику не думаем, нам все равно. Но мы подумали, что они эгоисты, и им лучше было бы вместе, если бы они были парой, им очень везло бы в жизни. Им друг с другом было бы хорошо. А стрит-арт — это то, что все видят… Сейчас такое время: в Америке — Трамп, и неясно — выберут его или нет. А в России сидит Путин — тоже тема очень неясная. Поэтому мы и выбрали это: всем интересно, как будет дальше, — поцелуются они или нет… Мы рисуем, потому что мы можем это делать. Мы свободная страна. Это наше мнение. Что хотели, то показали. Никто в тюрьму за это не посадит, штраф не даст. Людям нравится. Что хочу — то говорю. Я отвечаю за свои слова и не боюсь. Не так как было раньше в Советском Союзе или сейчас в России».

### Создание
Граффити было открыто[прояснить] 13 мая 2016 года литовским художником Миндаугасом Бонану[кто?] и предпринимателем Доминикасом Чечкаускасом, владельцем небольшого барбекю-ресторана «Keulė Rūkė» (рус. Копчёный кострец) в Вильнюсе. Эскиз был создан на компьютере за три дня, а на воплощение замысла потребовалось всего пять часов. Работа высотой в 2 метра (6,5 фута) была распечатана на принтере и просто приклеена к стене здания кафе на улице Pylimo, 66. Граффити быстро привлекло к себе внимание международных средств массовой информации. К тому же многие люди, проходящие мимо ресторана, стали делать селфи на фоне граффити, которое в социальных сетях приобрело характер вирусной рекламы. Граффити похвалил даже мэр Вильнюса Ремигиюс Шимашюс, написав в соцсети Facebook после посещения места его размещения, что «Вильнюс — это город, который может стать столицей красоты и искусства. Свободный город, в котором мы можем не бояться звенящего оружия и без цензуры высказывать то, во что верим. Город любви, где могут поцеловаться даже два гомофоба, один из которых ещё и агрессивен по отношению к соседу».

## Атака на граффити
В ночь на 12 августа неизвестные замазали лица целующихся белой краской, после чего Чечкаускас заявил, что «мы не рассматриваем случившееся как простой вандализм — это террористическая атака на свободу слова в Литве. Целью атаки было напомнить нам, людям свободного мира, что в нашем обществе ещё остаются активные защитники авторитаризма», пообещав восстановить изображение. 16 сентября Бонану и Чечкаускас в присутствии члена городского совета Вильнюса Аушрине Армонайте открыли восстановленное граффити, однако на нём уже никто не целуется, потому что теперь Трамп держит в руке самокрутку с марихуаной и вдувает «вдох свободы» в губы Путина.